# Adamantium
Adamantium is een fictieve legering die voorkomt in het Marvel-stripuniversum. Het metaal is vooral bekend vanwege zijn onverwoestbaarheid en omdat het skelet en de klauwen van het personage Wolverine ermee bedekt zijn. Het verscheen voor het eerst toen Gaia een sikkel voor Kronos maakte. Later kwam het ook voor in Avengers #66.

## Geschiedenis
Adamantium werd ontwikkeld door dr. Myron MacLain, die probeerde de onverwoestbare legering die hij had vervaardigd in het schild van Captain America te reproduceren. Hoewel dit het oorspronkelijke erts vibranium bevatte, maakte dit metaal geen deel uit van het uiteindelijke adamantium.
Adamantium verscheen voor het eerst in 1969. De precieze samenstelling is een staatsgeheim, maar het bevat in elk geval ijzer. De vervaardiging ervan is zo duur dat grootschalige productie van zuiver adamantium niet haalbaar is.
Om het kostenprobleem te ondervangen vervaardigt men ook wel 'secundair adamantium', dat sterker is dan de hardste titaniumlegeringen, maar goedkoper en minder onverwoestbaar dan de zuivere variant.
Een andere variant, blijkbaar ook uitgevonden om de kosten te drukken, is carbonadium. Deze legering is iets minder sterk, buigzamer dan adamantium en zeer radioactief.
De legering is in uiteindelijke vorm vrijwel totaal onhandelbaar, omdat ze niet smelt of gebogen kan worden. De afzonderlijke componenten worden, in precies de juiste hoeveelheden, met een speciale hars gemengd tot twee blokken, en kunnen dan opgeslagen worden. Als het adamantium gegoten moet worden, dan kunnen de blokken samengesmolten worden; de hars verdampt en de legering vormt zich. Is de vermenging volledig, dan moet het binnen acht minuten in de gewenste vorm gegoten worden; na deze fluxperiode hardt het adamantium voorgoed uit en is het verder ongevoelig voor hitte. Het heeft een sterke cohesie. Wanneer twee afzonderlijke blokken adamantium op elkaar liggen, dan zal het niet lang duren voor ze aan elkaar vast zitten.

## Aantasten
Hoewel adamantium ook in de kern van een ster niet smelt en zelfs de Hulk het niet kan beschadigen, zijn er enkele dingen die het toch kunnen aantasten:
- Adamantium kan zichzelf niet beschadigen, hoewel dit in de film X-Men Origins: Wolverine wel gebeurt.
- Een moleculaire vervormer; Ultron heeft er standaard een geïnstalleerd, om te voorkomen dat zijn lichaam 'bevriest';
- Thors hamer, Mjolnir, die gesmeed is van het mystieke metaal uru, kan adamantium indeuken, mits de persoon die hem gebruikt sterk genoeg is;
- Het antimetaal, antarctisch vibranium, geeft subatomaire trillingen af die alle metalen in de nabije omgeving laat smelten, zelfs adamantium;
- Magneto kan adamantium vervormen, waarschijnlijk omdat zijn beheersing van de elektromagnetische kracht hem in staat stelt hetzelfde effect toe te passen als een moleculaire vervormer.

## Gebruik
De bekendste manifestatie van adamantium is waarschijnlijk die in het skelet van Wolverine, wiens beenderen zijn doordrongen van de legering. Zijn beenderen en klauwen zijn dus praktisch onbreekbaar.
Verder heeft de superschurk de Constrictor (Marvel) zijn wapens van adamantium.
Ook het lichaam van (verschillende incarnaties van) de moorddadige superrobot Ultron is vervaardigd uit adamantium.
Oyama Yuriko (Lady Deathstrike ) - de dochter van Lord Darkwind, die een alternatief proces voor het vervaardigen van de legering had ontwikkeld - heeft naast cybernetische implantaten een skelet en dertig centimeter lange klauwen gemaakt van adamantium.
Sabretooth bezit ook een met adamantium bekleed skelet en klauwen, maar deze zijn niet uitschuifbaar.
Doctor Octopus heeft ooit een nieuwe versie van zijn cybernetische armen laten maken door de Tinkerer, gemaakt van adamantium. Deze armen waren zo sterk dat hij erin slaagde de Hulk te verslaan.